# Ruth Brown
Ruth Brown (12. nebo 30. ledna 1928 – 17. listopadu 2006) byla americká zpěvačka. Narodila se v Portsmouthu ve Virginii jako nejstarší ze sedmi sourozenců. V roce 1945 z domova odešla a zanedlouho se provdala za trumpetistu Jimmyho Browna. Svůj první singl nazvaný „So Long“ vydala v roce 1949. Později následovala řada dalších singlů a alb. V roce 1993 byla uvedena do Rock and Roll Hall of Fame a v roce 2002 do Blues Hall of Fame. Zemřela v roce 2006 ve věku 78 let.